# Abrocoma uspallata
La rata chinchilla de Uspallata (Abrocoma uspallata) es una especie de roedor de la familia Abrocomidae nativa de la sierra de Uspallata en Argentina. Esta especie fue identificada en 2002 por Braun y Mares.

## Distribución geográfica
Se encuentra en la Argentina.   